# Анна Пфалцска
Анна Пфалцска (на немски: Anna von der Pfalz; на чешки: Anna Falcká, * 26 септември 1329, † 2 февруари 1353, Прага) от династията Вителсбахи, е втората съпруга на император Карл IV и кралица на Бохемия (1349 – 1353) и германска кралица (1349 – 1353).

## Биография
Анна Пфалцска е дъщеря на Рудолф II Слепия (1306 – 1353), пфалцграф Рейнски, и първата му съпруга Анна от Каринтия-Тирол (1300 – 1331), дъщеря на херцог Ото III, брат на Хайнрих от Каринтия, от 1306 крал на Бохемия и титулиран крал на Полша.
Анна се омъжва на 4 март 1349 г. в замък Щалек в Бахарах за бохемския и немски крал Карл IV от династията Люксембурги. На 26 юли 1349 г. в Аахен, Анна е коронована за кралица на Рим. През началото на ноември 1349 г. в Св. Вит бременната Анна е коронована за кралица на Бохемия.
През средата на януари 1350 г. тя ражда син Венцел (1350 – 1351), който умира през декември 1351 г. След една година младата кралица Анна умира също.
През 1353 Карл IV се жени трети път за Анна фон Швайдниц.